# Football à Nauru
Le football est un sport mineur dans le pays insulaire de Nauru. Le pays n'est pas membre de la FIFA.

## Histoire
Les variantes du football les plus populaires à Nauru sont depuis longtemps le football australien, le rugby à XIII et le rugby à XV, qui ont été introduits au début du 20e siècle par des Australiens travaillant dans l'industrie du phosphate.
Le football a été introduit dans les années 1960 par des travailleurs migrants de Kiribati, des Iles Salomon et de Tuvalu. Il a connu une période de popularité relative et, à un moment donné, l'île avait un championnat de six équipes.
Un effondrement de l'économie nauruane à la fin des années 1990, suivi d'une politique gouvernementale de rapatriement forcé des immigrés, a conduit à un déclin absolu de la population du pays en 2002. Les seuls sports à continuer à subsister après cette crise sont ceux ayant des règles australiennes tels que le football australien et le rugby (à XV et à XIII). Un article de 2009 notait que le football organisé s'était « effondré » à Nauru .

## Équipes nationales
La Rec.Sport.Soccer Statistics Foundation (RSSSF) suggère qu'il est "très probable qu'il n'y ait pas eu d'équipe nationale de football officielle de Nauru". Cependant, des équipes non officielles ont été formés à au moins 2 reprises. Le 2 octobre 1994, une équipe de Nauru a affronté une équipe de travailleurs expatriés des îles Salomon à Denigomodu, gagnant 2 buts à 1.  Une autre équipe non officielle a été réunie en 2014, jouant une équipe du Centre de détention pour célébrer la Journée mondiale des réfugiés.  En 2018, Nauru devait participer aux Jeux de la Micronésie, mais a finalement du déclarer forfait en raison de problèmes financiers. 